# Ostrowite (gromada w powiecie chojnickim)
Ostrowite – dawna gromada, czyli najmniejsza jednostka podziału terytorialnego Polskiej Rzeczypospolitej Ludowej w latach 1954–1972.
Gromady, z gromadzkimi radami narodowymi (GRN) jako organami władzy najniższego stopnia na wsi, funkcjonowały od reformy reorganizującej administrację wiejską przeprowadzonej jesienią 1954 do momentu ich zniesienia z dniem 1 stycznia 1973, tym samym wypierając organizację gminną w latach 1954–1972.
Gromadę Ostrowite z siedzibą GRN w Ostrowitem utworzono – jako jedną z 8759 gromad na obszarze Polski – w powiecie chojnickim w woj. bydgoskim, na mocy uchwały nr 24/5 WRN w Bydgoszczy z dnia 5 października 1954. W skład jednostki weszły obszary dotychczasowych gromad Kurcze i Klaskawa oraz leśnictwo Ustronie, leśnictwo Twarożnica i nadleśnictwo Twarożnica z dotychczasowej gromady Łukowo ze zniesionej gminy Czersk w tymże powiecie. Dla gromady ustalono 15 członków gromadzkiej rady narodowej.
31 grudnia 1959 do gromady Ostrowite włączono wieś Łukowo z gromady Krzyż w tymże powiecie, po czym gromadę Ostrowite zniesiono, włączając jej (pozostały) obszar do nowo utworzonej gromady Czersk w tymże powiecie.